# Donald et les Pygmées cannibales
Pour plus de détails, voir Fiche technique et Distribution.
Donald et les Pygmées cannibales (Spare the Rod) est un court-métrage d'animation américain des studios Disney avec Donald Duck, sorti en 1954.

## Synopsis
Donald est en train de repeindre sa maison, tandis que dans leur cabane ses neveux jouent aux sauvages africains au lieu de couper le bois. Notre canard décide alors de leur faire peur avec une fausse tête de sauvage. Un peu plus tard les neveux jouent aux pirates. Alors qu'il s'apprête à leur voler dans les plumes, Donald voit apparaître la voix du psychologue des enfants et dans la suite des cannibales s'échappe du train de cirque et cherche à dévorer Donald.

## Fiche technique
- Titre original : Spare the Rod
- Titre français : Donald et les Pygmées cannibales
- Série : Donald Duck
- Réalisation : Jack Hannah
- Scénario : Roy Williams et Nick George
- Layout : Yale Gracey
- Décors : Ray Huffine
- Animation : Bob Carlson, George Kreisl, Bill Justice et Volus Jones
- Effets d'animation : Dan McManus
- Musique : Oliver Wallace
- Production : Walt Disney
- Société de production : Walt Disney Productions
- Société de distribution : RKO Radio Pictures
- Format : Couleur (Technicolor) - 35 mm - 1,37:1 - Son mono (RCA Photophone)
- Durée : 6 min
- Langue : Anglais
- Pays de production :  États-Unis
- Date de  sortie :
  - États-Unis : 15 janvier 1954[1]

## Voix  originales
- Clarence Nash : Donald Duck et ses neveux
- Pinto Colvig : les pygmées
- Bill Thompson : le narrateur / le psychologue

## Voix françaises
- Sylvain Caruso : Donald Duck et ses neveux
- Philippe Dumat : le narrateur / le psychologue

## Commentaires
Ce cartoon est censuré pour des préjugés raciaux avec des 3 indigènes africains caricaturés.

## Titre en différentes langues
D'après IMDb :
- Suède : Kalle Anka och samvetet